# باربرا فيرتشايلد
باربرا فيرتشايلد (بالإنجليزية: Barbara Fairchild)‏ هي محرِّرة أمريكية، ولدت في 26 فبراير 1951.